# Turismo rural

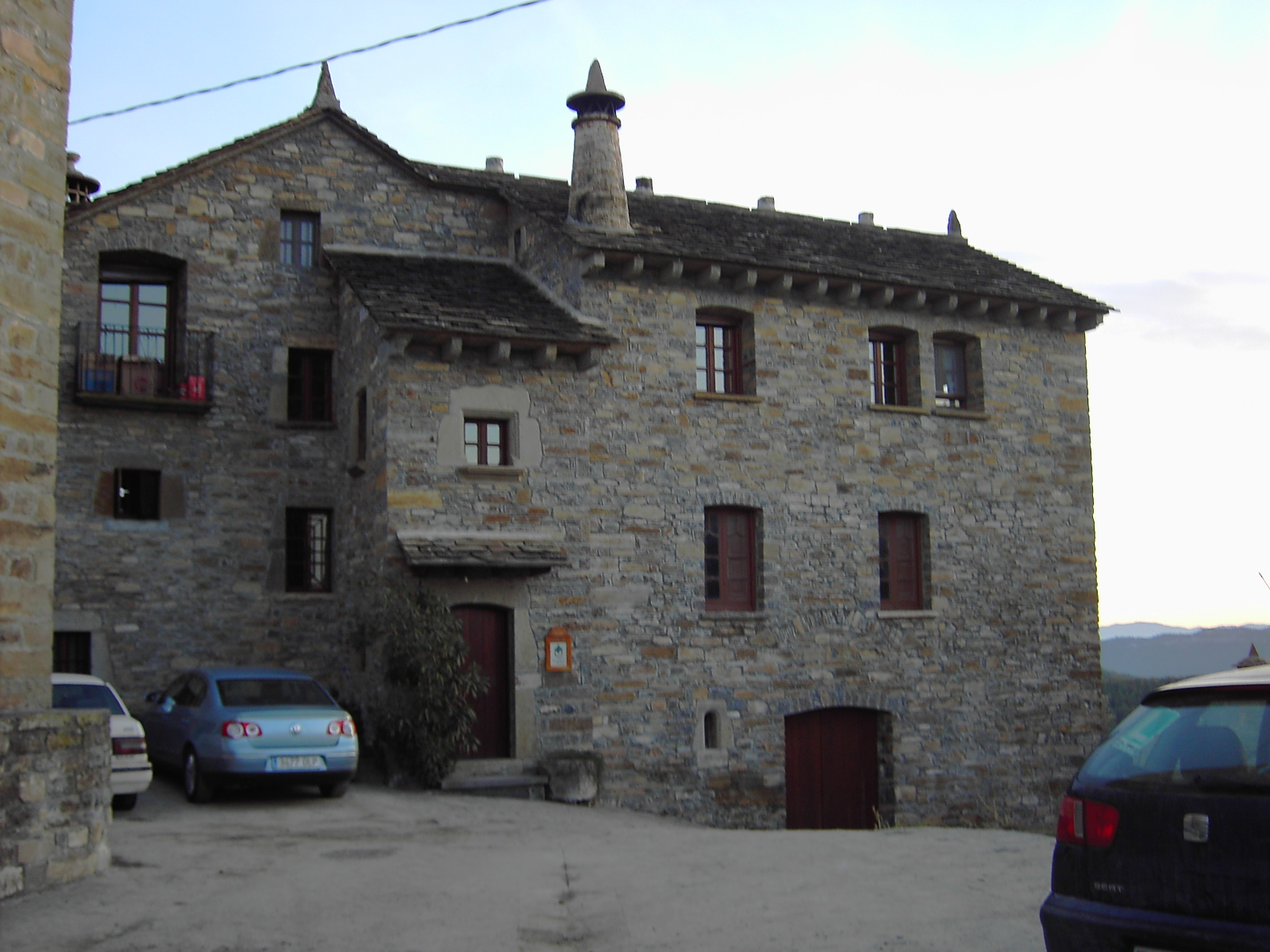
Casa rural in Pueyo d'Araguás, Provinz Huesca

Der Turismo rural wird u. a. in Spanien, in Portugal und Brasilien als Tourismus im ländlichen Raum, in Dörfern (in Spanien weniger als 2000 Ew.) oder im Randgebiet größerer Orte definiert. Für viele der von Landflucht der vergangenen Jahrzehnte gezeichneten ländlichen Regionen Spaniens und Portugals ist der Turismo rural ein revitalisierendes Moment.

## Definition und gesetzliche Situation in Spanien
Der Turismo rural ist in Spanien gesetzlich teilweise nicht reguliert oder als Begriff geschützt, entsprechend groß ist die Bandbreite der Einrichtungen, die sich unter diesem Begriff versammeln und vermarkten. Anders als beim Agrotourismus ist der Anschluss an einen landwirtschaftlichen Betrieb nicht unbedingt vorgesehen. Oft befinden sich Einrichtungen des Turismo rural in historischen oder traditionell gebauten Gebäuden, in einigen Gebieten ist dies sogar vorgeschrieben. Entsprechend der Zunahme des Turismo rural in Spanien gibt es bei den Angeboten ein sehr starkes Wachstum, das mangels gesetzlicher Regulierung in einigen Regionen auch unseriöse Angebote beinhaltet. Die unterschiedlichen bzw. fehlenden gesetzlichen Regelungen behindern die Vermarktung, weil eine Vergleichbarkeit der Unterkünfte analog ihrer Benennung nicht gegeben ist.

## Definition und gesetzliche Situation in Portugal
Mit dem Gesetz vom 27. August 1986 wurde der Turismo rural in drei Kategorien aufgeteilt und reguliert: „turismo habitação“, „turismo rural“ und „agro-turismo“.
- Der „turismo habitação“ (Wohn-Tourismus) ist dabei festgelegt auf „solares“ (Herrenhäuser), Villen oder architektonisch interessante Häuser, mit jeweils angemessenen Dimensionen und ausreichend anspruchsvoller Dekoration und Ausstattung.

- Der „turismo rural“ ist schlicht festgelegt als Häuser in ländlichen Gebieten, die Herbergsleistungen mit Übernachtung anbieten, und dabei sowohl vom Eigentümer selbst bewohnt sein dürfen oder auch nicht (zur genaueren Unterscheidung auch als Tourismus der „Casas do Campo“ (Häuser auf dem Land) bezeichnet)

- Der „agroturismo“ schließlich beschreibt die Unterbringung in Bauernhäuser oder umgebauten Gebäuden auf dem Gelände eines Bauernhofes, bei dem der Gast sich auch im landwirtschaftlichen Betrieb beteiligen oder entsprechenden Vorführungen beiwohnen kann.

Mit Gesetz vom 2. April 2002 legt die staatliche DGT (Direcção Geral do Turismo) dann den Oberbegriff „Turismo rural“ unter dem Titel „Turismo no espaço rural“ (Tourismus im ländlichen Raum) neu fest und beschreibt ihn nur noch als „verschiedenste Aktivitäten, Beherbergungsleistungen, Touristenattraktionen und -animationen in Einrichtungen familiären Charakters, gegen Bezahlung geleistet und in ländlichen Gebieten angesiedelt“. Als „ländliche Gebiete“ gelten dabei „alle Gebiete mit traditioneller Bedeutung lokaler Landwirtschaft oder mit einer eindeutig ländlichen Atmosphäre und Landschaft“.
Außerdem gibt es noch den Begriff des „Turismo de Aldeia“ (Dorftourismus), der festgelegt ist als Beherbergungsdienstleistung mit Übernachtung in mindestens 5 einzelnen Privathäusern, in einem Dorf angesiedelt und integriert betrieben, unabhängig davon, ob sie auch selbstbewohnt sind oder nicht, vom Eigentümer, Besitzer oder legalem Bewohner.

## Definition und gesetzliche Situation in Brasilien
Gemäß der Direktive zur Entwicklung des ländlichen Tourismus´ des Tourismusministeriums Brasiliens orientiert sich die Definition und Zielsetzung des „Turismo rural“ an Aspekten des klassischen Tourismus, der regional verschiedenen landschaftlichen, wirtschaftlichen, natürlichen und kulturellen Verhältnisse und der lokalen gesellschaftlichen Umstände. Unter diesen Gesichtspunkten und der Beteiligung aller Partner aus allen Bereichen des Landes (Brasilien ist etwa so groß wie Europa), wurde Turismo rural wie folgt definiert: „Verschiedenste touristische Aktivitäten in ländlichen Gebieten mit vorherrschender Landwirtschaft und Fischerei, die die lokalen Produkte und Dienstleistungen aufwerten und das kulturelle und natürliche Erbe der lokalen Gemeinschaften erhalten und fördern.“

## Vermarktung
Die Vermarktung erfolgt neben den Marketingaktivitäten der Regionen, Kreise und Tourismusverbände allgemein über das Internet und auf Turismo rural spezialisierte Tourismusportale, wo die Unterkünfte nach Qualität, Charakteristika und Lage gruppiert werden.

## Unterkünfte
Die verschiedenen Unterkunftsarten des Turismo rural in Spanien sind:
- Casa rural (Landhaus): Haus mit mehreren Zimmer und gemeinschaftlichen Einrichtungen wie Küche, Bad und Wohnzimmer. Teilweise wohnen die Besitzer mit privatem Bereich im Haus. Diese Häuser werden zimmerweise oder komplett (casa de alquiler completo), teils mit, teils ohne Verpflegung vermietet.

- Alojamiento rural (Landunterkunft): Ferienwohnung die sich durch regionale Konstruktion, Dekoration o. ä. abhebt, gewöhnlich umfasst sie Küche, Bad, Wohnzimmer und ein bis mehreren Schlafzimmern.

- Hotel rural / Posada rural (Landhotel): analog einem konventionellen Hotel, jedoch kleiner und regional eingepasst. Die Zimmerzahl ist in der Regel größer als in einer Casa rural, jedoch kleiner als in großen Hotels (gewöhnlich 4 – 10 Zimmer), einige Regionen begrenzen die Zimmerzahl nach oben hin. In der Regel mit Restaurant und Zimmerservice.

- Centro de turismo rural (Zentrum für ländlichen Tourismus): Meist eine Komplex (z. B. Naturparkzentrum) mit verschiedenen Angeboten wie Besucher-/Informationszentrum, Restaurant, verschiedenen Unterkunftsmöglichkeiten sowie Einrichtungen und Personal zur Naturvermittlung.

- Albergues (Herbergen): Unterkünfte für unterschiedlichen Zielgruppen (Kinder- und Jugendgruppen, Wanderer, Kletterer, Pilger etc.), meist auf junge Benutzer ausgerichtet mit größerem Fokus auf Bezahlbarkeit als auf Privatheit. Zimmerbelegung in Regel mit mehr als drei Betten.